# Callaly
Callaly – wieś w Anglii, w hrabstwie Northumberland. Leży 49 km na północny zachód od miasta Newcastle upon Tyne i 446 km na północ od Londynu. W 2001 miejscowość liczyła 150 mieszkańców.